# Filosofía de la ciencia

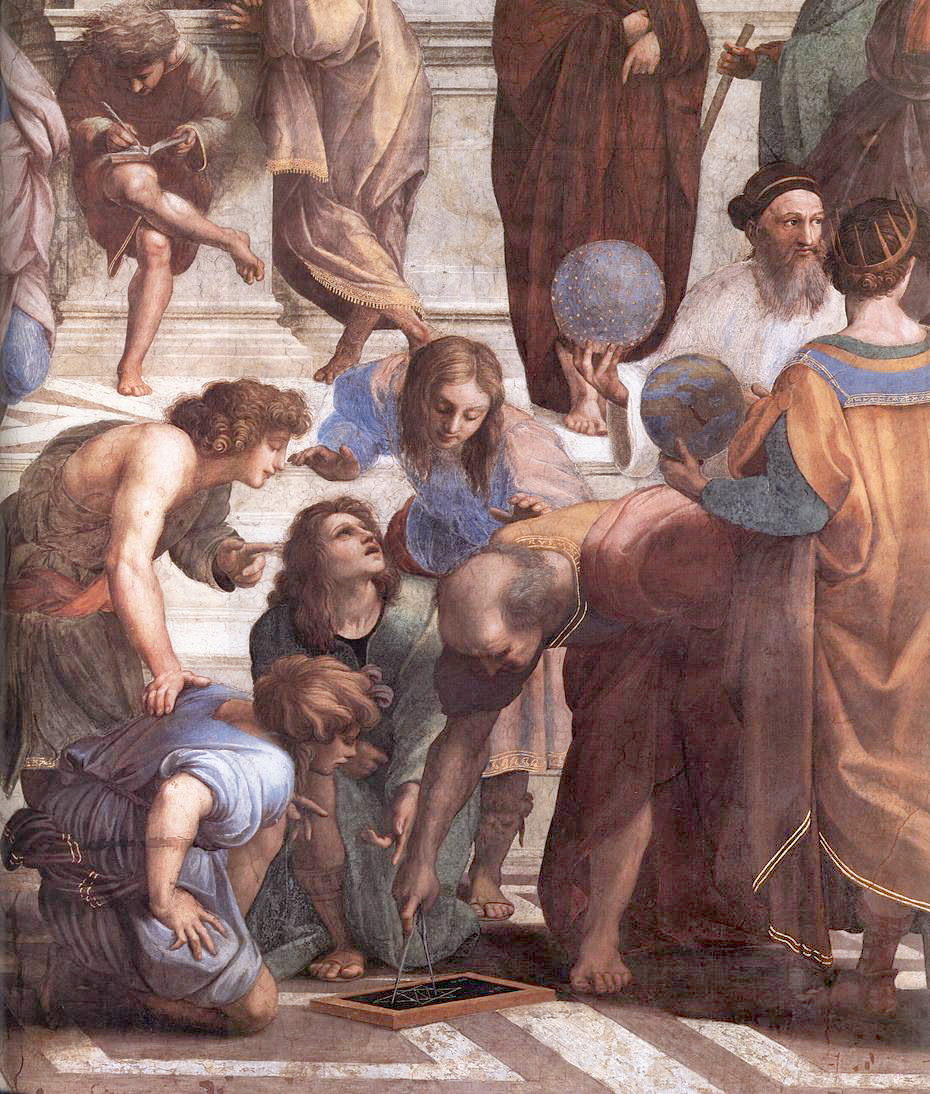

La filosofía de la ciencia es la rama de la filosofía que investiga el conocimiento científico y la práctica científica, se ocupa de examinar y describir la estructura de la ciencia y de los métodos que siguen los científicos para trabajar en ella. Se  trata de una disciplina que reflexiona sobre los fundamentos, métodos, límites y alcances de la ciencia, podría decirse que busca responder a la pregunta cómo se hace la ciencia. Se trata de una disciplina que reflexiona sobre los fundamentos, métodos, límites y alcances de la ciencia. 

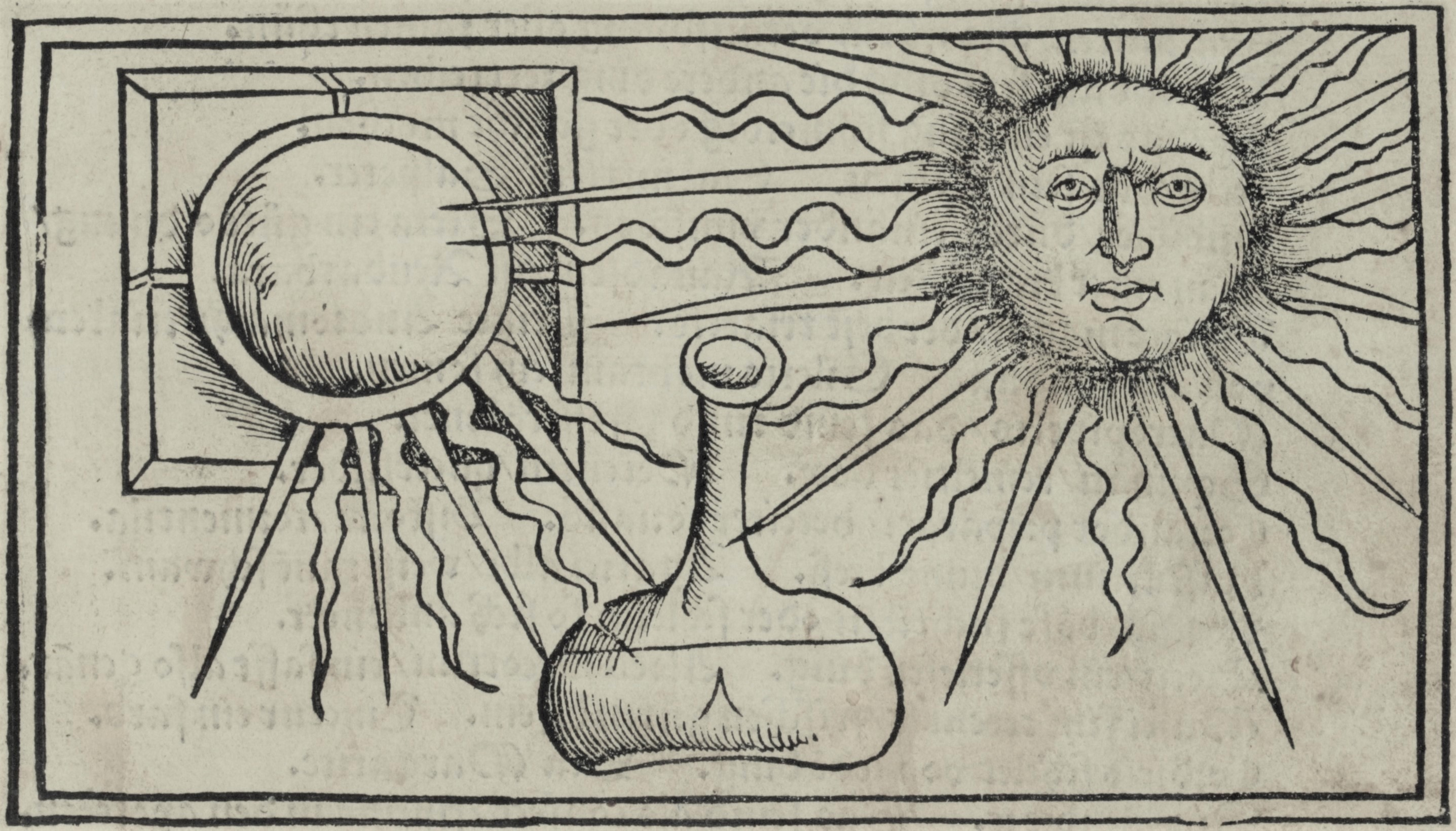
La esencia de la filosofía

Lo que intenta la filosofía de la ciencia es explicar problemas tales como:
- Naturaleza y la obtención de las ideas científicas (conceptos, hipótesis, modelos, teorías, paradigma, etc.)[4]
- Relación de cada una de ellas con la realidad
- Cómo la ciencia describe, explica, predice y contribuye al control de la naturaleza (esto último en conjunto con la filosofía de la tecnología)
- Formulación y uso del método científico
- Tipos de razonamiento utilizados para llegar a conclusiones
- Implicaciones de los diferentes métodos y modelos de ciencia

La filosofía de la ciencia comparte algunos problemas con la gnoseología —la teoría del conocimiento— que se ocupa de los límites y condiciones de posibilidad de todo conocimiento. Pero, a diferencia de esta, la filosofía de la ciencia restringe su campo de investigación a los problemas que plantea el conocimiento científico; el cual, tradicionalmente, se distingue de otros tipos de conocimiento, como el ético o estético, o las tradiciones culturales.

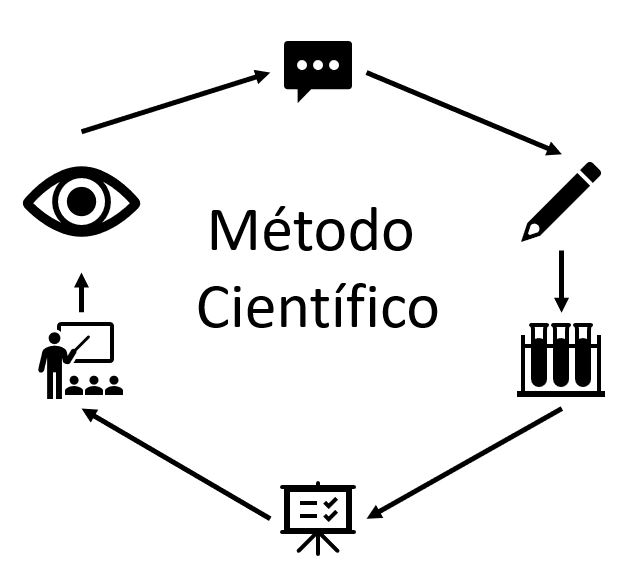

A lo largo de la historia, se han propuesto diversos esquemas para el método científico. No hay un único método científico, algunos de los más importantes son:
- Método inductivo-deductivo: La ciencia comienza con observaciones individuales, a partir de las cuales se formulan generalizaciones que van más allá de los hechos observados. Estas generalizaciones permiten hacer predicciones, cuya confirmación las fortalece. Aristóteles, Francis Bacon, Galileo, Newton, y muchos otros científicos y filósofos se adhieren a este esquema.
- Método hipotético-deductivo: Se parte de hipótesis o conjeturas que preceden y guían a las observaciones. La ciencia no se inicia con la experiencia del mundo, sino con ideas propuestas por el investigador.  Hume, Whewell, Kant, Popper, y otros se inclinan hacia este método.
- Método a priori: El conocimiento se alcanza mediante la razón pura, sin necesidad de recurrir a la experiencia. Descartes es un exponente de este método.

- Anarquismo metodológico: No existe un método científico único y universal. Los científicos utilizan una variedad de métodos y estrategias, y no hay reglas fijas que garanticen el éxito de la investigación. Feyerabend es el principal defensor de esta postura.

En la actualidad, muchos científicos consideran que no existe un único método científico, debido a la complejidad y diversidad de las ciencias.
Algunos científicos han mostrado un vivo interés por la filosofía de la ciencia y algunos como Galileo Galilei, Isaac Newton y Albert Einstein, han hecho importantes contribuciones. Numerosos científicos, sin embargo, se han dado por satisfechos dejando la filosofía de la ciencia a los filósofos y han preferido seguir haciendo ciencia en vez de dedicar más tiempo a considerar cómo se hace la ciencia. Dentro de la tradición occidental, entre las figuras más importantes anteriores al siglo XX destacan entre muchos otros Platón, Aristóteles, Epicuro, Arquímedes, Boecio, Alcuino, Averroes, Nicolás de Oresme, Santo Tomas de Aquino, Jean Buridan, Leonardo da Vinci, Raimundo Lulio, Francis Bacon, René Descartes, John Locke, David Hume, Emmanuel Kant y John Stuart Mill.
La filosofía de la ciencia no se denominó así hasta la formación del Círculo de Viena, a principios del siglo XX. En la misma época, la ciencia vivió una gran transformación a raíz de la teoría de la relatividad y de la mecánica cuántica. Entre los filósofos de la ciencia más conocidos del siglo XX figuran Karl R. Popper y Thomas Kuhn, Mario Bunge, Paul Feyerabend, Imre Lakatos, Ilya Prigogine, etc.

## Precursores

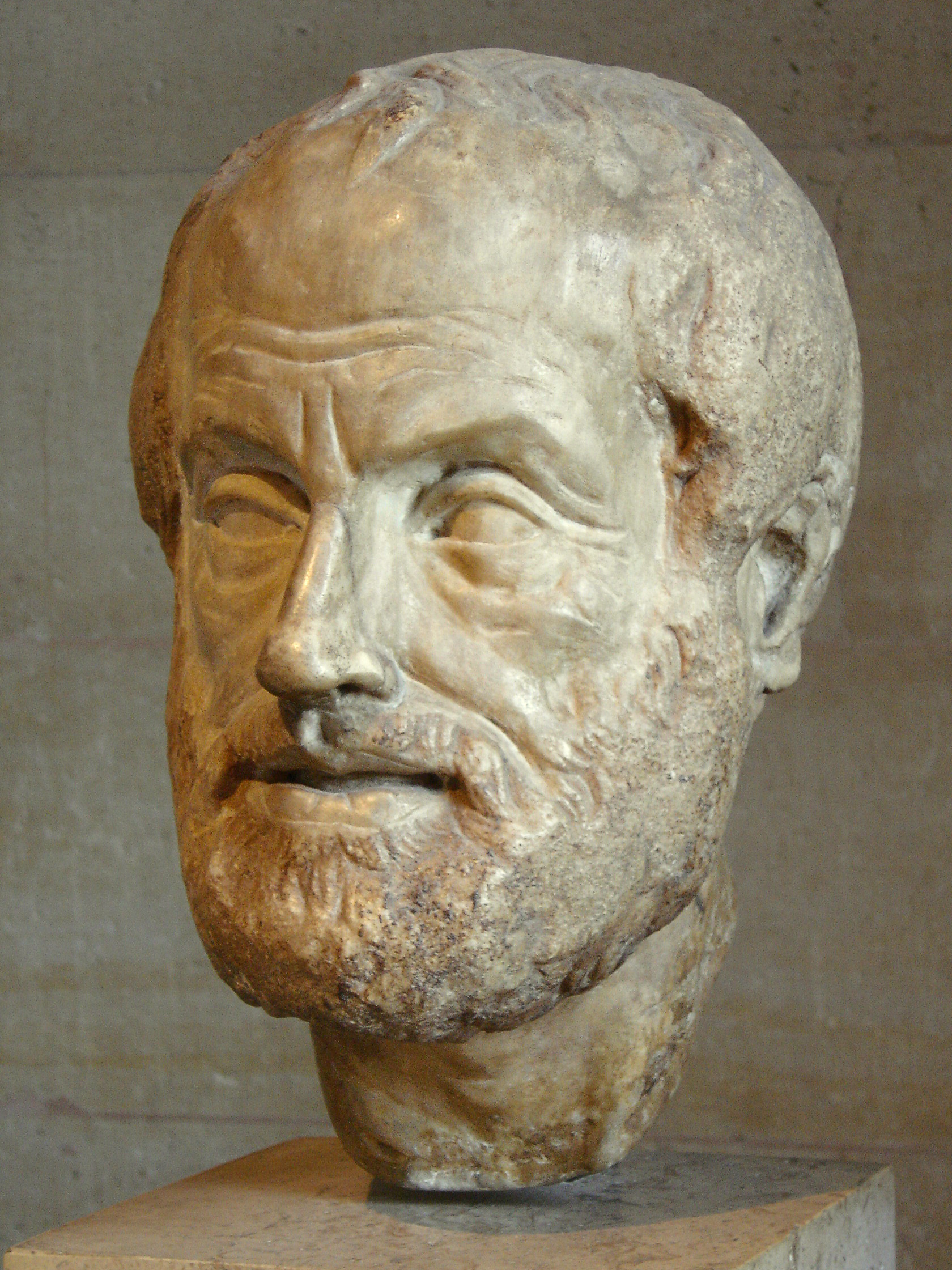
Busto de Aristóteles

Para Aristóteles (384 a. C.-322 a. C.) la ciencia era conocimiento cierto por medio de causas. Esta definición (teniendo en cuenta el amplio concepto de ciencia de la antigüedad, diferente del más restrictivo actual) tuvo vigencia en Europa occidental durante siglos, hasta que fue rechazada por la nueva filosofía natural que nacía en los siglos XVII y XVIII. 
Después de sus conquistas en Europa, partiendo de España, y en Asia hasta la India, los árabes comenzaron a interesarse tanto por las civilizaciones de Occidente como por las de Oriente, a tanto que manifestaron la ambición de heredar la aportación grecorromana. Al-Manzor (712-775 d. C.) fue el primer califa que estimuló esta ambición, pues hizo traducir al árabe todos los libros de los griegos y fundó en Bagdad una especie de universidad, que comprendía una importante biblioteca y un observatorio astronómico. Durante varios siglos, el idioma árabe fue considerado como la lengua de la ciencia, y las gentes de diferentes países de Europa iban desde muy lejos a Bagdad para beber en las fuentes de la ciencia antigua salvaguardada por los árabes.
El desarrollo de la ciencia entre los árabes alcanzó su apogeo hacia los siglos IX y X y, como la astronomía gozó siempre de popularidad en Oriente, fue completamente natural que los árabes dedicaran una muy particular atención a esta rama de la ciencia. Sirviéndose del Almagesto, traducción árabe del famoso Tratado de Astronomía, de Ptolomeo, los astrónomos árabes trataron de reducir las teorías a tablas, perfeccionar los instrumentos de medida y multiplicar las observaciones con más precisión. Pronto se dieron cuenta de ciertos errores cometidos por el astrónomo alejandrino, principalmente en lo relativo al tiempo de revolución de la Luna, los límites de los eclipses solares y las posiciones respectivas de Mercurio y Venus con relación al Sol.
El descubrimiento más importante hecho por los astrónomos árabes fue la precesión de los equinoccios. Este importante aporte se atribuye a Al-Battani, también llamado Albatenio, gran señor, que vivió entre finales del siglo IX y comienzos del X.
La escolástica propuso la regularidad y uniformidad para su aplicación en la ciencia.[cita requerida]
René Descartes (1596-1650) pretendía un conocimiento cierto basado en la existencia indudable de un sujeto pensante, así como avanzar gracias a ideas claras y distintas, dejando el papel de la experiencia en segundo plano. No es de extrañar que en el campo de la ciencia, los racionalistas destacaran en matemáticas, como el mismo Descartes o Leibniz, creador junto con Newton del cálculo infinitesimal.
La corriente filosófica iniciada por Francis Bacon (1561-1626) proponía un conocimiento de la naturaleza empirista e inductista. Para elegir entre teorías rivales no había que recurrir a la argumentación, sino realizar un experimento crucial (instantia crucis) que permitiese la selección. David Hume (1711-1776), el principal filósofo empirista, subrayó aún más la importancia de los hechos frente a las interpretaciones. Pero el racionalismo y el empirismo clásicos destacaban excesivamente uno de los aspectos de la ciencia (la racionalidad o la experiencia) en detrimento del otro. El idealismo trascendental de Kant (1724-1804) intentó una primera síntesis de ambos sistemas en la que el espacio y el tiempo absolutos de Newton se convirtieron en condiciones que impone la mente para poder aprehender el mundo externo.
Dentro de la tradición empirista Auguste Comte (1798-1857) propuso una filosofía, el positivismo, en la que la ciencia se reducía a relacionar fenómenos observables, renunciando al conocimiento de causas. Ernst Mach (1838-1916) ejerció, con su empiriocriticismo, una gran influencia que preparó el nacimiento del Círculo de Viena. Mach desarrolló una filosofía de orientación empirista centrada en los conceptos y métodos de la ciencia. Esta debe estudiar solo las apariencias (los fenómenos), de forma que intentar estudiar algo que no se nos presenta directamente a los sentidos es hacer metafísica. Coherente con sus ideas filosóficas, Mach se opuso hasta el final a la nueva teoría atómica, cuyo objeto es inalcanzable a la experiencia.
Pierre Duhem (1861-1916) afirmó que "toda ley física es una ley aproximada; por lo tanto, siguiendo la lógica estricta, no puede ser ni verdadera ni falsa; cualquier otra ley que represente las misma experiencias con la misma aproximación puede pretender, con tanto derecho como la primera, el título de ley verdadera, o, para hablar más exactamente, de ley aceptable". Aun así, Duhem opinaba que a medida que la ciencia avanza, se va acercando progresivamente a una descripción más fiel de la naturaleza.

## Proposiciones lógicas

Construcción de Proposiciones Lógicas

Algunos filósofos de la ciencia van más allá de la descripción, proponen cómo debería hacerse la 
filosofía de la ciencia y cómo debería ser el mundo, a partir de ella. Algunas de las proposiciones básicas que permiten construir la ciencia. Por ejemplo:
- Existe de manera independiente de la mente humana (tesis ontológica de realismo).
- La naturaleza es regular, al menos en alguna medida (tesis ontológica de legalidad).
- El ser humano es capaz de comprender la naturaleza (tesis gnoseológica de inteligibilidad).
- Tomar conciencia de su propia forma de pensar sobre sí misma

Si bien estos supuestos metafísicos no son cuestionados por el realismo científico, muchos han planteado serias sospechas respecto del segundo de ellos y numerosos filósofos han puesto en tela de juicio alguno de ellos o los tres. De hecho, las principales sospechas con respecto a la validez de estos supuestos metafísicos son parte de la base para distinguir las diferentes corrientes epistemológicas históricas y actuales. De tal modo, aunque en términos generales el empirismo lógico defiende el segundo principio, opone reparos al tercero y asume una posición fenomenista, es decir, admite que el hombre puede comprender la naturaleza siempre que por naturaleza se entienda "los fenómenos" (el producto de la experiencia humana) y no la propia realidad.

## La ciencia como producto de la lógica y la razón

### Empirismo lógico
El empirismo lógico, también llamado neopositivismo o positivismo lógico, es una corriente en la filosofía de la ciencia que limita la validez del método científico a lo empírico y verificable. Esta limitación, conocida como verificacionismo, prohíbe inducir una regla general a partir de observaciones particulares, lo cual eventualmente despertó críticas sobre la incompatibilidad de esta corriente con muchas ramas de la ciencia fundamentadas en la inducción para construir conocimiento válido. El empirismo lógico o neopositivismo es más estricto aún que el positivismo y su defensa del método científico como única forma válida de conocimiento. 

### Falsacionismo
El falsacionismo o racionalismo crítico es una corriente epistemológica fundada por el filósofo austriaco Karl Popper (1902-1994). Para Popper, contrastar una teoría significa intentar refutarla mediante un contraejemplo. Si no es posible refutarla, dicha teoría queda «corroborada», pudiendo ser aceptada provisionalmente, pero no verificada; es decir, ninguna teoría es absolutamente verdadera, sino a lo sumo «no refutada». El falsacionismo es uno de los pilares del método científico.
El filósofo Karl Popper entendió que los filósofos del Círculo de Viena (al cual él mismo estuvo muy vinculado, aunque no como miembro) habían mezclado dos problemas diferentes para los que habían resuelto dar una única solución: el verificacionismo. En contraposición a este punto de vista, Popper remarcó que una teoría podría perfectamente tener significado sin ser científica, y que, como tal, un «criterio de significación» podría no necesariamente coincidir con un «criterio de demarcación». Así pues, ideó su propio sistema, al que se denomina falsacionismo (cabe señalar que Popper no llama a su metodología falsacionismo, sino racionalismo crítico). Este no solo es interpretable como una alternativa al verificacionismo; supone también un acuerdo acerca de la distinción conceptual que habían ignorado las teorías previas.
Para Popper —y a diferencia del Círculo de Viena— la ciencia no es capaz de verificar si una hipótesis es cierta, pero sí puede demostrar si esta es falsa. Por eso no sirve la inducción, porque por mucho que se experimente nunca se podrá examinar todos los casos posibles, y basta con un solo contraejemplo para echar por tierra una teoría. Así pues, frente a la postura verificacionista preponderante hasta ese momento en filosofía de la ciencia, Popper propone el falsacionismo. Aunque Popper era realista no aceptaba la certeza, es decir, nunca se puede saber cuándo nuestro conocimiento es cierto. Popper comenzó describiendo la ciencia, pero en su evolución filosófica acabó siendo prescriptivo (aunque sin llegar al rigor normativo del Círculo), recomendando a la ciencia el método hipotético deductivo. Es decir, la ciencia no elabora enunciados ciertos a partir de datos, sino que propone hipótesis (que aunque se basen en la experiencia suelen ir más allá de esta y predecir experiencias nuevas) que luego somete al filtro experimental para detectar los errores.
Popper vio la demarcación como un problema central en la filosofía de la ciencia. Propuso el falsacionismo como una forma de determinar si una teoría es científica o no. Simplificando, según Karl Popper se podría decir que si una teoría es falsable, entonces es científica; si no es falsable, entonces no es ciencia.
Para Popper, afirmar que una teoría es científica quiere decir que añade conocimiento racional acerca del mundo empírico, por lo tanto, no puede ser:
- Tautológica (no añade nada)
- Contradictoria (va contra la lógica racional)
- Metafísica (afirma algo que no puede ser comprobado experimentalmente)

La falsabilidad fue uno de los criterios utilizados por el Juez William Overton para determinar que el creacionismo no era científico y que no debería enseñarse en los colegios de Arkansas.
La falsabilidad es una propiedad de los enunciados y de las teorías, y, en sí misma, es neutral. Como criterio de demarcación, Popper busca tomar esta propiedad como base para afirmar la superioridad de teorías falsables sobre las no falsables, como parte de la ciencia, estableciendo así una posición que podría ser llamada falsacionismo con implicaciones políticas.[cita requerida] Sin embargo, muchas cosas de las que pueden ser consideradas como dotadas de significado y utilidad no son falsables. Con toda certeza, los enunciados no falsables desempeñan una función en las propias teorías científicas. Lo que el criterio Popperiano permite ser llamado científico está abierto a interpretación. Una interpretación estricta concedería muy poco, puesto que no existen teorías científicas de interés que se encuentren completamente libres de anomalías. Del mismo modo, si solo consideramos la falsabilidad de una teoría y no la voluntad de un individuo o de un grupo para obtener o aceptar instancias falsables, entonces permitiríamos casi cualquier teoría.
En cualquier caso, es muy útil conocer si un enunciado de una teoría es falsable, aunque solo sea por el hecho de que nos proporciona un conocimiento acerca de las formas con las que alguien podría evaluar una teoría.
La tesis de Duhem-Quine argumenta que no es posible probar que un enunciado ha sido falsado; en su lugar, la falsación ocurre cuando la comunidad científica se pone de acuerdo en que ha sido falsado (véase consenso científico). Esta es una crítica importante al falsacionismo, pues cualquier enunciado observacional, por inocente que parezca, presupone ciertas concepciones acerca del mundo, y resulta imposible dejar de preguntarse si esas concepciones son científicas o no.

## Reacción
Hasta la década de los sesenta habían prevalecido las explicaciones lógicas de la ciencia. A partir de la obra de Thomas Kuhn (1922-1996) La estructura de las revoluciones científicas hubo un cambio en la perspectiva y se empezaron a tener en cuenta los aspectos históricos, sociológicos y culturales de la ciencia. La obra de Kuhn fue importante porque posicionó las ideas históricas de la escuela epistemológica francesa (Henri Bergson, Henri Poincaré, Alexandre Koyré, Gaston Bachelard, etc.) en los círculos científicos de los Estados Unidos que después de la Segunda Guerra Mundial se habían mantenido herméticamente cerrados.

### Ciencia, historia y revolución científica
La estructura de las revoluciones científicas se puede clasificar de descriptiva. Apenas dedica espacio a conceptos como verdad o conocimiento, y presenta la ciencia bajo un enfoque histórico y sociológico. Las teorías dominantes bajo las que trabajan los científicos conforman lo que Kuhn llama paradigma. La ciencia normal es el estado habitual de la ciencia en el que el científico no busca criticar, de ninguna manera, el paradigma, sino que da este por asumido y busca la ampliación del mismo. Si el número o la importancia de problemas no resueltos dentro de un paradigma es muy grande, puede sobrevenir una crisis y cuestionarse la validez del paradigma. Entonces la ciencia pasa al estado de ciencia extraordinaria o ciencia revolucionaria en el que los científicos ensayan teorías nuevas. Si se acepta un nuevo paradigma que sustituya al antiguo se ha producido una revolución científica. Así se entra en un periodo nuevo de ciencia normal en el que se intenta conocer todo el alcance del nuevo paradigma.
El nuevo paradigma no se admite únicamente por argumentos lógicos, en este proceso intervienen de manera importante aspectos culturales propios de la persona del científico. Según Kuhn, la visión de la naturaleza que acompaña al nuevo paradigma no puede compararse bajo ningún elemento común a la del antiguo; a esto Kuhn llama la inconmensurabilidad de los paradigmas. El nuevo se admite de forma generalizada cuando los científicos del antiguo paradigma van siendo sustituidos.

### Falsacionismo sofisticado
El falsacionismo sofisticado es el nombre que da Imre Lakatos a su crítica a la epistemología y al falsacionismo, basada en lo que él denomina programas de investigación científica.
La metodología de los programas de investigación supone un paso más allá en el falsacionismo ya que resuelve algunos de sus problemas. Debido a esto, Lakatos pasa a denominar falsacionismo ingenuo al defendido por Karl Popper en su libro La lógica de la investigación científica, mientras que llama falsacionismo sofisticado a las sugerencias más tardías de Popper, así como a su propia metodología de los programas de investigación.

### Anarquismo metodológico
El anarquismo epistemológico, anarquismo metodológico o dadaísmo epistemológico, es una teoría epistemológica propuesta por el filósofo de la ciencia austríaco Paul Feyerabend,  que sostiene que no existen reglas metodológicas útiles y libres de excepciones que rijan el progreso de la ciencia o el crecimiento del conocimiento.
Sostiene que la idea del funcionamiento de la ciencia mediante reglas fijas y universales es irreal, perniciosa y perjudicial para la ciencia misma. Según Feyerabend, a lo largo de la historia de la ciencia se han incumplido con éxito todas las reglas metodológicas del método científico. Señala además que no existe tampoco una separación clara entre lo que es ciencia y lo que no, indicando en ello que no sólo la ciencia ha aportado beneficios a la humanidad. Feyerabend pone de ejemplo a las ideologías y, como parte de su razonamiento, señala a la ciencia como una más entre muchas.

### Constructivismo
En filosofía de la ciencia y epistemología, el constructivismo, o constructivismo epistemológico, es una corriente de pensamiento surgida a mediados del siglo XX, de la mano de investigadores de disciplinas muy diversas (filósofos, psiquiatras, antropólogos, físicos, matemáticos, biólogos, psicólogos, sociólogos, lingüistas, etc.), la cual sostiene que la realidad es una construcción en cierto grado «inventada» por quien la observa. Nunca se podrá llegar a conocer la realidad tal como es pues siempre, al conocer algo, ordenamos los datos obtenidos de la realidad (aunque sean percepciones básicas) en un marco teórico o mental. De tal modo, ese objeto o realidad que entendemos «tal» no es tal, no tenemos un «reflejo especular» de lo que está «ahí fuera de nosotros», sino algo que hemos construido con base en nuestras percepciones y datos empíricos. Así, la ciencia y el conocimiento en general ofrecen solamente una aproximación a la verdad, que queda fuera de nuestro alcance.

## Corrientes actuales
Para hablar de una filosofía de la ciencia no basta con tener una visión panorámica de lo que es filosofía y de lo que es ciencia. Tampoco es suficiente el seguimiento histórico de las opiniones y conceptos emitidos por los pensadores del pasado. Es necesario ubicarse en el pensamiento actual de los científicos más avanzados y respetar sus conceptos sobre lo que ellos consideran como ciencia, y es necesario entender que el dominio de la filosofía son los conceptos universales y abstractos que nunca pueden llegar a ser objeto de la ciencia.
Es extremadamente complejo (y, posiblemente, todavía falta algo más de perspectiva temporal) presentar un panorama completo de la filosofía de la ciencia de los últimos treinta o treinta y cinco años. Así como todos los autores anteriores ya han muerto, la mayoría de los que vienen a continuación no. Aquí se intentará presentar un bosquejo de la gran variedad de enfoques actuales pero teniendo en mente que, dentro de pocos años, algunas de las corrientes mencionadas pueden haber pasado al olvido, y que destaquen otros pensadores que hoy tienen una repercusión menor.
Así como anteriormente se podía hablar de "el método" de la ciencia, el gran desarrollo de muchas disciplinas científicas ha hecho que los filósofos de la ciencia comiencen a hablar de "los métodos", ya que no es posible identificar un método único y universalmente válido. La idea heredada de la física clásica de que todo es reducible a expresiones matemáticas ha cedido terreno ante situaciones nuevas como la teoría del caos o los avances de la biología. Por otro lado han desaparecido cuestiones que llegaron a cubrir cientos de páginas y generaron grandes controversias. Quizás el caso más flagrante sea el del problema de la demarcación, centrado en la distinción (demarcación) entre ciencia y otros conocimientos no científicos. Prácticamente el tema desaparece después de Popper y es seguido en España por Gustavo Bueno en su teoría del cierre categorial.

### Concepciones estructuralistas y semánticas
Frente al intento de los anteriores empiristas lógicos de formalizar las teorías de la física en el lenguaje de la lógica de primer orden, que resultaba un tanto forzado e innecesariamente complicado, Patrick Suppes fue el primero en proponer una concepción semántica y estructural de las teorías, caracterizadas como familias de estructuras conjuntistas identificadas con los modelos de la teoría. Esta manera de presentar las teorías en el lenguaje informal de la teoría de conjuntos resultaba así más intuitiva y familiar. Suppes ha elaborado sus ideas mediante el desarrollo de teorías cada vez más potentes sobre las estructuras teóricas, incluyendo sus importantes teoremas de representación e invariancia.
En filosofía de la ciencia se conoce a veces como estructuralismo el programa de reconstrucción de las teorías físicas propuesto por Joseph D. Sneed (1938) en 1971 como una síntesis del aparato formal de Suppes, del racionalismo crítico y del positivismo lógico con la corriente historicista de la ciencia. El estructuralismo fue reelaborado y divulgado por Wolfgang Stegmüller (1923-1991) y Carlos Ulises Moulines (1946).
De la consideración de las teorías como estructuras le viene a esta propuesta metodológica el nombre de estructuralismo, que no tiene nada que ver con el estructuralismo lingüístico de Saussure.
Junto con las restricciones empíricas, una teoría consta de una estructura conceptual y de un ámbito de aplicación. Puesto que las teorías no se presentan aisladas sino interrelacionadas también es necesario estudiar las relaciones entre teorías, las redes teóricas. Entre estas relaciones encontramos la de reducción, quizá la más destacada por su papel en la unidad de la ciencia. A pesar de las múltiples teorías que puedan coexistir para explicar los mismos hechos, la unidad ontológica de la ciencia puede salvarse si todas ellas son reductibles a una sola teoría (o a unas pocas no inconmensurables entre sí). Esta relación interteorética desempeña un papel fundamental, por ejemplo, en el trabajo de los físicos en su búsqueda de la Teoría del todo.
Moulines propone una definición recursiva de la filosofía de la ciencia como teorización sobre teorizaciones, cuya epistemología no es descriptiva ni prescriptiva, sino interpretativa. Las teorías de la ciencia son construcciones culturales, pero ello no implica que la filosofía de la ciencia sea sustituida por una sociología de la ciencia.
Aparte del estructuralismo de Sneed y sus seguidores, también otros desarrollos de la filosofía de la ciencia contemporánea han sido influidos por las ideas y métodos conjuntistas y probabilistas introducidos por Suppes. Bas van Fraassen ha aportado su conocida concepción semántica de las teorías, que ha aplicado al análisis de la mecánica cuántica. Jesús Mosterín y Roberto Torretti han hecho contribuciones en esta dirección, que asimismo aflora en el diccionario conjunto de estos dos autores.

### Filosofía de la ciencia naturalizada
Para Ronald N. Giere (1938) el propio estudio de la ciencia debe ser también una ciencia: «La única filosofía de la ciencia viable es una filosofía de la ciencia naturalizada». Esto es así porque la filosofía no dispone de herramientas apropiadas para el estudio de la ciencia en profundidad. Giere sugiere, pues, un reduccionismo en el sentido de que para él la única racionalidad legítima es la de la ciencia. Propone su punto de vista como el inicio de una disciplina nueva, una epistemología naturalista y evolucionista, que sustituirá a la filosofía de la ciencia actual.
Larry Laudan (1941) propone sustituir el que él denomina modelo jerárquico de la toma de decisiones por el modelo reticulado de justificación. En el modelo jerárquico los objetivos de la ciencia determinan los métodos que se utilizarán, y estos determinan los resultados y teorías. En el modelo reticulado se tiene en cuenta que cada elemento influye sobre los otros dos, la justificación fluye en todos los sentidos. En este modelo el progreso de la ciencia está siempre relacionado con el cambio de objetivos, la ciencia carece de objetivos estables.

### Realismo frente a empirismo
El debate sobre el realismo de la ciencia no es nuevo, pero en la actualidad aún está abierto. Bas C. Van Fraasen (1941), empirista y uno de los principales oponentes del realismo, opina que todo lo que se requiere para la aceptación de las teorías es su adecuación empírica. La ciencia debe explicar lo observado deduciéndolo de postulados que no necesitan ser verdaderos más que en aquellos puntos que son empíricamente comprobables. Llega a decir que «no hay razón para afirmar siquiera que existe una cosa tal como el mundo real». Es el empirismo constructivo, para el que lo decisivo no es lo real, sino lo observable.
Laudan y Giere presentan una postura intermedia entre el realismo y el subjetivismo estrictos. Laudan opina que es falso que solo el realismo explique el éxito de la ciencia. Giere propone que hay ciencias que presentan un alto grado de abstracción, como la mecánica cuántica, y utilizan modelos matemáticos muy abstractos. Estas teorías son poco realistas. Las ciencias que estudian fenómenos naturales muy organizados como la biología molecular, utilizan teorías que son muy realistas. Por ello no se puede utilizar un criterio uniforme de verdad científica.
Rom Harré (1927) y su discípulo Roy Bhaskar (1944) desarrollaron el realismo crítico, un cuerpo de pensamiento que quiere ser el heredero de la Ilustración en su lucha contra los irracionalismos y el racionalismo reduccionista. Destacan que el empirismo y el realismo conducen a dos tipos diferentes de investigación científica. La línea empirista busca nuevas concordancias con la teoría, mientras que la línea realista intenta conocer mejor las causas y los efectos. Esto implica que el realismo es más coherente con los conocimientos científicos actuales.
Dentro de la corriente racionalista de oposición al neopositivismo se encuentra a Mario Bunge (1919). Analiza los problemas de diversas epistemologías, desde el racionalismo crítico popperiano hasta el empirismo, el subjetivismo o el relativismo. Bunge es realista crítico. Para él la ciencia es falibilista (el conocimiento del mundo es provisional e incierto), pero la realidad existe y es objetiva. Además se presenta como materialista , pero para soslayar los problemas de esta doctrina apostilla que se trata de un materialismo emergentista.

### Sociología de la ciencia
La sociología de la ciencia o sociología del conocimiento científico es el estudio de la ciencia como una actividad social, especialmente destinada a "las condiciones sociales y los efectos de la ciencia en las estructuras y procesos de la actividad científica y social".
Los sociólogos del conocimiento científico estudian el desarrollo de un campo científico y tratan de identificar puntos de contingencia o flexibilidad interpretativa, donde existen ambigüedades. Tales variaciones pueden estar relacionadas con una serie de factores políticos, históricos, culturales o económicos. Fundamentalmente, el campo no se establece para promover el relativismo o para atacar el proyecto científico; el objetivo del investigador es explicar por qué una interpretación tiene éxito sobre otra debido a las circunstancias históricas y sociales externas.

### Filosofía de la ciencia real
Atendiendo a las críticas de Thomas Kuhn y otros historiadores de que la filosofía de la ciencia con frecuencia se ocupa de problemas artificiosos y alejados de la ciencia real, diversos filósofos de la ciencia contemporáneos han tratado de aproximar sus análisis a la problemática actual de la investigación científica. Ello ha tenido como consecuencia tanto la revitalización de la filosofía general de la ciencia como el desarrollo de varias ramas especializadas de la misma:
- Filosofía de la física
- Filosofía de la ciencia de la computación
- Filosofía de las ciencias sociales
- Filosofía de la economía
- Filosofía de las matemáticas
- Filosofía de la psicología
- Filosofía de la química
- Filosofía de la biología

A ambas tareas han contribuido filósofos como John Earman, Bernulf Kanitscheider, Jesús Mosterín, Lawrence Sklar, Elliott Sober, Roberto Torretti y Bas C. van Fraassen, así como numerosos científicos, como Lee Smolin.

## Filosofías de las ciencias particulares

### Matemáticas
La filosofía de las matemáticas es un área de la filosofía teórica que trata de comprender y explicar los requisitos, el objeto, el método y la naturaleza de las matemáticas. Como área de estudio puede ser aproximada desde dos direcciones: el punto de vista de los filósofos y el de los matemáticos. Desde el punto de vista filosófico, el objetivo principal es dilucidar una variedad de aspectos problemáticos en la relación entre las matemáticas y la filosofía. Desde el punto de vista matemático, el interés principal es proveer al conocimiento matemático de fundamentos firmes. Es importante mantener presente que aunque estos dos enfoques pueden implicar diferentes esquemas e intereses, no son opuestos, sino más bien complementarios: «Cuando los matemáticos profesionales se ocupan de los fundamentos de su disciplina, se dice que se dedican a la investigación fundamental (o trabajo fundacional o de fundamentos.- ver Metamatemática). Cuando los filósofos profesionales investigan cuestiones filosóficas relativas a las matemáticas, se dice que contribuyen a la filosofía de las matemáticas. Por supuesto, la distinción entre la filosofía de las matemáticas y los fundamentos de las matemáticas es vaga, y cuanto mayor interacción  haya entre los filósofos y los matemáticos que trabajan en cuestiones relativas a la naturaleza de las matemáticas, mejor.».
- De acuerdo a Jeremy Avigad (profesor de ciencias matemáticas y de filosofía en la Universidad Carnegie Mellon[27]) “el conocimiento matemático ha sido considerado por mucho tiempo como un paradigma del conocimiento humano con verdades que son a la vez necesarias y ciertas, por lo que dar una explicación del conocimiento matemático es una parte importante de la epistemología. Los objetos matemáticos, tales como los números y los conjuntos, son ejemplos arquetípicos de abstracciones, dado que el tratamiento que reciben en nuestro discurso es el de objetos independientes del tiempo y el espacio. Encontrar un lugar para los objetos de este tipo en un marco más amplio del pensamiento es una tarea central de la ontología, o metafísica. El rigor y la precisión del lenguaje matemático se debe a que está basado en un vocabulario limitado y una gramática muy estructuradas, y las explicaciones semánticas del discurso matemático a menudo sirven como punto de partida de la filosofía del lenguaje. Aunque el pensamiento matemático ha demostrado un alto grado de estabilidad a través de la historia, su práctica también ha evolucionado con el tiempo, y algunos desarrollos han provocado controversia y debate; clarificar los objetivos básicos de esta práctica y los métodos apropiados es, por lo tanto, una tarea metodológica y fundacional importante que sitúa a la filosofía de las matemáticas dentro de la filosofía general de la ciencia.
- De acuerdo con Bertrand Russell, las matemáticas son una disciplina que, cuando se parte de sus porciones más familiares, puede llevarse a cabo en cualquiera de dos direcciones opuestas (una busca la expansión del conocimiento, la otra darle fundamentos: Nota del traductor). Pero se debe entender que la distinción es una, no en la materia objeto, sino en el estado de la mente del investigador...(...)... así como necesitamos dos tipos de instrumentos, el telescopio y el microscopio, para la ampliación de nuestras capacidades visuales, del mismo modo necesitamos dos tipos de instrumentos para la ampliación de nuestras capacidades lógicas, uno para hacernos avanzar hacia las matemáticas superiores, y el otro que nos lleve hacia atrás, hacia los fundamentos lógicos de aquello que estamos inclinados a dar por sentado en las matemáticas. Veremos que mediante el análisis de las nociones matemáticas ordinarias se adquiere una nueva perspectiva, nuevos poderes, y los medios de llegar a nuevos temas matemáticos completos, mediante la adopción de nuevas líneas de avance, siguiendo nuestro viaje hacia atrás.[28]

### Física
La filosofía de la física se refiere al conjunto de reflexiones filosóficas sobre la interpretación, epistemología y principios rectores de las teorías físicas y la naturaleza de la realidad. Aunque raramente la exposición estándar de las teorías físicas discute los aspectos filosóficos, lo cierto es que las concepciones filosóficas de los científicos han tenido un papel destacado en el desarrollo de dichas teorías. Esto fue notorio a partir de Newton y Kant, llegando a ser muy importante en el siglo XX, cuando la teoría de la relatividad dio lugar a un análisis minucioso de asuntos tradicionalmente objeto de estudio de la filosofía, como la naturaleza del tiempo y el espacio. La filosofía de la física contribuye a través de la crítica de los productos de la física, retroalimentándola.
En muchos aspectos, la física proviene de la filosofía griega. Desde el primer intento de Tales de caracterizar la materia, hasta la deducción de Demócrito de que la materia debería reducirse a un estado invariable, la astronomía ptolemaica de un firmamento cristalino, y el libro de Aristóteles Física (un libro temprano de física, que intentaba analizar y definir el movimiento desde un punto de vista filosófico), varios filósofos griegos avanzaron sus propias teorías de la naturaleza. La física se conoció como filosofía natural hasta finales del siglo XVIII.
Para el siglo XIX, la física se realizó como una disciplina distinta de la filosofía y de las demás ciencias. La física, al igual que el resto de la ciencia, se apoya en la filosofía de la ciencia y en su «método científico» para avanzar en el conocimiento del mundo físico. El método científico emplea el razonamiento a priori así como el razonamiento a posteriori y el uso de la Inferencia bayesiana para medir la validez de una teoría determinada.
El desarrollo de la física ha respondido a muchas preguntas de los primeros filósofos, pero también ha planteado nuevas preguntas. El estudio de las cuestiones filosóficas que rodean a la física, la filosofía de la física, implica cuestiones como la naturaleza del espacio y del tiempo, el determinismo y las perspectivas metafísicas como el empirismo, el naturalismo y el realismo.

### Química
La filosofía de la química es una rama de la filosofía de las ciencias, la cual considera como objetos de estudio la metodología y las suposiciones subyacentes a la propia disciplina química (como pueden ser la naturaleza de las sustancias químicas, el atomismo, el enlace químico y la síntesis), así como los aspectos filosóficos generales de la filosofía de las ciencias en los que ésta mantiene estrecha comunicación e pertinencia (como pueden el realismo científico, el reduccionismo, la explicación científica, los ciclos de la investigación científica y la modelización numérica o molecular).

### Biología
La filosofía de la biología es una subdisciplina de la filosofía de la ciencia encargada del estudio de los presupuestos e implicaciones filosóficas (epistemológicos y ontológicos) de la biología. La historia de la biología, la sociobiología y la bioética son campos de investigación estrechamente relacionados con la filosofía de la biología.

### Psicología
La filosofía es la madre de todas las ciencias, siendo la psicología parte de ella hasta su independencia alrededor de 1879 con el nacimiento de la psicofísica. Su significado literal es psyché-logos ("estudio de la mente"). Una rama de la filosofía es la filosofía de la ciencia, que, desde la división hecha por Ferrier en el siglo XIX entre ontología y epistemología, se encarga del análisis del conocimiento científicamente obtenido. Cada ciencia genera su propia epistemología o filosofía especial, con base en las características de su quehacer intrínseco. Otras de las ramas de la filosofía que se relacionan con la psicología y la epistemología es la filosofía de la mente.

### Economía
La filosofía de la economía se establece como una rama interdisciplinaria que, desde una perspectiva metateórica, indaga en los fundamentos epistemológicos, ontológicos y metodológicos de la ciencia económica. Examina la naturaleza y justificación del conocimiento económico, la solidez de sus modelos y supuestos, y la interacción entre la construcción teórica y la validación empírica. Este campo desglosa las implicaciones filosóficas presentes en la economía normativa, incluyendo la economía del bienestar y la justicia distributiva, y contrasta las diversas aproximaciones metodológicas que configuran la disciplina, desde el realismo científico hasta el formalismo matemático, el empirismo o el racionalismo. Adicionalmente, la filosofía de la economía se entrelaza con la filosofía de las matemáticas y la lógica (abarcando la metalógica, la lógica matemática y la filosofía del lenguaje), la filosofía de la computación (incluyendo la filosofía de la inteligencia artificial), la filosofía de las ciencias sociales y la filosofía de la mente, delineando su ámbito y sus conexiones con otras esferas esenciales del pensamiento filosófico, como la ética en la economía moral.